# Gammelholm
Gammelholm (till cirka år 1800: Bremerholm) är ett område i Indre By i Köpenhamn, som omges av Inderhavnen, Slotsholmskanalen, Holmens Kanal och Nyhavn. Området var ursprungligen en holme mellan Amager och Själland. År 1510 omnämns platsen första gången som flottans varv, när kung Hans ombad hövitsmannen på Köpenhamns slott att några av öns hus skulle takläggas. Året efter omtalar källorna en skeppsbyggare på platsen.  I de följande århundradena var Orlogsværftet placerat här. De nuvarande bostadskvarteren skapades efter att flottans verksamheter flyttat till Nyholm (nu känd som Holmen) år 1859. Området är allmänt parisiskt inspirerat med breda gator och eleganta husfasader.
Den nuvarande gatan Bremerholm ligger inte här i området som tidigare bar namnet, men leder hit från Ströget i norr.

## Historia

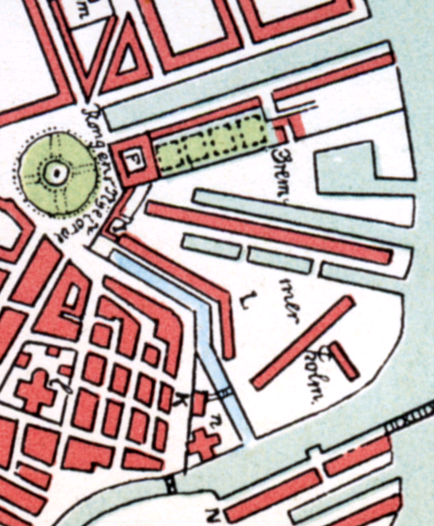
Bremerholm (stavat Bremmerholm) på ett kartutsnitt från 1728. Överst på bilden Nyhavn, till vänster Kongens Nytorv och nederst Børsen. Den röda byggnaden norr om Børsen, formad som ett kors, är Holmens Kirke.

Bremerholm var först namnet på den holme från vilken en bro gick i slutet av nuvarande gatan till Köpenhamn över vattenflödet Dybet vid Dybensgade. Namnet Bremerholm kommer förmodligen av att kung Hans tillkallade skeppsbyggare från Bremen under anläggandet av örlogsvarvet.
Holmen utgör idag kvarteret mellan Nyhavn och Havnegade. Den låg mittemot Slotsholmen, skild från fastlandet av den grunda kanalen kallad Dybet (svenska "Djupet"). Under kung Kristian III blev Dybet igenfyllt, och holmen blev landfast. Gatunamnet Dybensgade är till minne av den gamla farleden.  På Kristian IV:s tid gick en vallgrav från nuvarande Kongens Nytorv förbi Det Kongelige Teater och ut i hamnen. Vallgraven fylldes senare igen och fick namnet Holmens Kanal, trots att den nu var en gata och ingen kanal.
Varvets äldsta del låg så söder om Sankt Nikolaj Kirke. År 1573 fick Fredrik II anlagt en flera hundra meter lång repbana som sträckte sig från nuvarande Kongens Nytorv och ända ner till hamnen. En rest är bevarad som Den Gule Længe bakom Charlottenborg. Frederik II lät bygga ett magasin, som senare användes för att förvara flottans segel, samt en ankarsmedja med ässja inomhus.  Smedjan blev år 1619 ombyggd till Holmens Kirke. Garnmagasinet, som ligger i Den Gule Længes förlängning, var ursprungligen Fredrik II:s segelhus och inrymmer idag ateljéplatser för Malerskolen och Grafisk Skole.
Mellan de nuvarande Herluf Trolles Gade och Cort Adelers Gade låg en stor mastgrav, där råmasterna låg tills de kom att användas. I hamnen låg också virkesmagasinet, kallat "dehlehaven" (även "dellehaven") eftersom dehler var ordet för brädor på den tiden. Där började den stora stadsbranden 1795, som förstörde stora delar av vad som fanns kvar av byggnader från Köpenhamns medeltid efter stadsbranden år 1728.
Från 1673 låg kanongjuteriet Gjethuset närmast tvärs över den nuvarande Tordenskjoldsgade, där senare Det Kongelige Teater byggdes. Från 1757 användes byggnaden som kadettakademi. Ankarsmedjan blev senare ombyggd till Holmens Kirke. Till Bremerholm kom man över på en vindbro strax öster om ankarsmedjan. På Kristian IV:s tid var det livlig trafik med inte mindre än 3.000 sjömän och 800 hantverkare, som skulle till och från. Förbrytare kunde till år 1741 dömas till att "arbeta i järn" på Bremerholm. Det var ett hårt straff där fångarna ofta var fastkedjade tillsammans två och två. Trots det lyckades flera att rymma. Den isländska böss-skytten Jon Olafsson berättar om en student bland sina bekanta, som dömdes till 18 års straffarbete i kedjor på Bremerholm, men som rymde tillsammans med sju andra genom att "de skred baglæns gennem hullet i lokummet". Därifrån hoppade de ner i Dybet och simmade längs muren ut till en sandbank, där de bröt av järnen och fortsatte till Sverige.
Efter anläggandet av Nyholm döptes Bremerholm om till Gammelholm. Gammel- og Nyholm var länge Danmarks största arbetsplats. Den första danska ångmaskinen togs i drift på Gammelholm år 1790.
Efter att varvet flyttats till Nyholm (numera Holmen) år 1859, omvandlades Gammelholm till bostadsområde enligt planer av Ferdinand Meldahl, och bebyggdes i perioden 1861–1877. Vid den tiden användes arkitekter bara till offentliga byggnader, så boningshusen ritades av de hantverkmästare som byggde husen, för övrigt i blixttempo, med ungefär 28 veckor från att den första stenen lagts till takläggning.
Husen i kvarteret byggdes i fyra–fem våningar med vackra fasader mot gatan, men med grå och trista baksidor och mörka, överfulla bakgårdar. Tomterna var dyra och byggarna utnyttjade utrymmet mest möjligt. Bakgårdshusen, vilka många låg bara två meter från varandra, revs på 1970-talet, så området har nu bara kvar husen med fasad ut mot gatan, och med stora gröna innergårdar.